# Sci alpino ai XIV Giochi olimpici invernali - Slalom gigante LW5/7 maschile
Tra le competizioni dello sci alpino ai XIV Giochi olimpici invernali di Sarajevo 1984 lo slalom gigante LW5/7 maschile si disputò sabato 11 febbraio sulle piste di Jahorina; si trattò di una gara dimostrativa di sci alpino paralimpico riservata ad atleti con disabilità a entrambi gli arti superiori (categorie LW5/7). La gara, che non prevedeva l'assegnazione di medaglie, fu vinta dallo svedese Lars Lundström davanti al tedesco occidentale Felix Abele e al norvegese Cato Zahl Pedersen.

## Risultati
| Pos. | Atleta             | Nazione        | Tempo   |
| ---- | ------------------ | -------------- | ------- |
| 1    | Lars Lundström     | Svezia         | 1:05,09 |
| 2    | Felix Abele        | Germania Ovest | 1:05,91 |
| 3    | Cato Zahl Pedersen | Norvegia       | 1:06,21 |
| 4    | Niko Moll          | Germania Ovest | 1:06,44 |
| 5    | Felix Gisler       | Svizzera       | 1:08,38 |